# Burmagomphus sivalikensis
Burmagomphus sivalikensis е вид водно конче от семейство Gomphidae. Видът не е застрашен от изчезване.

## Разпространение
Разпространен е в Индия (Западна Бенгалия и Утаракханд).